# جبل الجهير
جبل الجهير جبل من سلسلة جبال مدين في السعودية، يقع بالقرب من الديسة في منطقة تبوك، ويبلغ ارتفاعه 2,118 م (6,949 قدم).